# Apple Valley (Minnesota)
Apple Valley – miasto w Stanach Zjednoczonych, w stanie Minnesota, w hrabstwie Dakota.